# Parlamento da República Democrática do Congo
O Parlamento da República Democrática do Congo é constituído por duas câmaras:
- O Senado (Câmara Alta)
- A Assembleia Nacional (Câmara Baixa)

## Senado
O Senado é a câmara alta do Parlamento da República Democrática do Congo.
Durante o período de transição no país (2003-2006), o Senado, além de sua função legislativa, também tinha a tarefa de redigir a nova Constituição do país. Esta tarefa tornou-se realidade com a aprovação do projecto no Parlamento em Maio de 2005, e a sua aprovação pelo povo congolês, em um referendo democrático bem sucedido nos dias 18 e 19 de dezembro de 2005.
O atual presidente do Senado é Kengo Wa Dondo, eleito em maio de 2007. O Secretário-Geral é David Lutala Sanda Byaza.

### Eleição
Os membros do Senado são eleitos indirectamente com base na representação proporcional pelas Assembléias Provinciais. Cada uma das 25 províncias elege quatro senadores, com exceção da cidade-província de Quinxassa, que elege oito. Os senadores eleitos têm mandato de 5 anos. Os ex-presidentes têm o direito de ser senadores de forma vitalícia.

## Assembleia Nacional
A Assembleia Nacional é a casa mais baixa do Parlamento da República Democrática do Congo. Foi criada pela Constituição de 2006. Está localizada no Palácio do Povo, em Quinxassa.

### Eleição da Assembleia Nacional
A Assembleia Nacional é eleita a cada cinco anos por sufrágio universal. São 500 lugares, 61 membros são eleitos em circunscrições, enquanto os restantes 439 membros são eleitos em círculos eleitorais de multi lista aberta. A atual Assembleia Nacional foi eleita na eleição geral 2006. seu presidente é Boshab Évariste e o secretário-geral é Kabanda Tshisuaka Constantin.